# Comanche Station
Comanche Station is een Amerikaanse western uit 1960 onder regie van Budd Boetticher.

## Verhaal
De Comanche hebben Nancy Lowe ontvoerd. Jefferson Cody drijft handel met de indianen om haar vrij te krijgen. Wanneer hij met Nancy naar haar man vertrekt, krijgen ze al vlug het gezelschap van drie vrijbuiters. Omdat er een hoge beloning wordt uitgeloofd voor Nancy, dreigt het een gevaarlijke reis te worden.

## Rolverdeling
| Acteur         | Personage                |
| -------------- | ------------------------ |
| Randolph Scott | Jefferson Cody           |
| Nancy Gates    | Nancy Lowe               |
| Claude Akins   | Ben Lane                 |
| Skip Homeier   | Frank                    |
| Richard Rust   | Dobie                    |
| Rand Brooks    | Man op het tussenstation |
| Dyke Johnson   | John Lowe                |